# Acque profonde (romanzo)
Acque profonde (Deep Water) è un romanzo giallo della scrittrice statunitense Patricia Highsmith, pubblicato nel 1957.

## Trama
Vic Van Allen è un trentaseienne pieno di interessi tecnici e scientifici. Ha una bambina che adora, Trixie, ma il suo matrimonio è deteriorato dalle continue infedeltà della moglie Melinda. Una sera, Joel Nash, un nuovo arrivato in città, gli esprime la sua riconoscenza perché Vic non ha dato peso alle sue uscite con Melinda e si è sentito rispondere che Vic, se infastidito, uccide. Vic si attribuisce l'omicidio di un certo Malcolm McRae, trovato morto a New York: spaventa così Joel e anche Ralph (altro che aveva avuto una storia con Melinda), ma ben presto i giornali pubblicano la notizia che l'assassino di McRae è stato individuato e arrestato.
Eppure, quando Melinda si invaghisce di un pianista, Charlie De Lisle, una sera, a una festa, trovandosi solo con Charlie in piscina, Vic lo fa annegare. In seguito ucciderà il nuovo amante di Melinda, Tony Cameron, ingegnere rozzo, ma che arriva a progettare una fuga in Messico con la donna. Tutte le indagini private che la moglie gli scatena contro, aiutata da uno scrittore, Don Wilson, ottengono risultati così disastrosi che lo stesso Wilson deve cambiare città perché malvisto, mentre Vic è ormai così rispettato che molte persone mettono alla porta senza tanti complimenti l'investigatore Havermal, e la questione può portare a una denuncia per diffamazione ai danni di Vic.
Il fiasco induce Melinda a cambiare atteggiamento con Vic, chiedendogli di ricostruire la loro unione. Lui accetta e riesce a non abbassare la guardia, quando Melinda ha atteggiamenti seduttivi o camerateschi (come il bere alcoolici insieme), ma quando la donna vuole fare un picnic in prossimità di una cava, Vic avverte molti segnali di paura. In fondo alla cava c'è una grande pozza d'acqua, dove è stato affondato Cameron. A picnic ultimato, Melinda gli dice di aver lasciato un foulard laggiù. Vic va a riprendere il foulard con la precisa intenzione di ispezionare il luogo e verificare se sono visibili traccedi sangue: è quindi sorpreso dall'arrivo di Wilson e conmprende che gli è stata tesa una trappola. Direttosi a casa, trova Melinda al telefono e comincia a strapparne i fili; quindi la colpisce più volte e le stringe la gola. La lascia andare, ma, sentendo l'arrivo della polizia chiamata da Wilson, nuovamente afferra il collo della moglie e ben presto si trova un cadavere tra le mani. Di fronte all'arresto e alla parlantina di Wilson, Vic tace ma si sente stranamente libero e felice.

## Personaggi
- Victor (Vic) Van Allen, 36 anni, uomo colto e molto versatile, vive con una rendita e fa l'editore di libri pregiati.
- Melinda, moglie di Vic.
- Trixie (Beatrice), figlia di Vic e Melinda, 6 anni.
- Horace Meller e Mary, amici di Vic.
- Phil Cowan e Evelyn, amici di Vic.
- Don Wilson, scrittore.
- June Wilson, moglie di Don.
- Joel Nash, Ralph Gosden, amanti di Melinda in periodi diversi.
- Malcolm McRae, vittima di un omicidio.
- Charley De Lisle, pianista.
- Mr. Carpenter, sedicente psicologo, in realtà investigatore privato.
- Anthony Cameron, ingegnere, suona il clarinetto ed è molto invadente.
- Pete Havermal, investigatore privato.

## Opere derivate
Dal romanzo sono stati tratti due film:
- Acque profonde (Eaux profondes) del 1981, regia di Michel Deville, con musica di Manuel de Falla[1][2];
- Acque profonde (Deep Water) del 2022, regia di Adrian Lyne[3][4];

## Edizioni in italiano
- Patricia Highsmith, Acque profonde, traduzione di Marisa Caramella, Milano: Sonzogno, 1986
- Patricia Highsmith, Acque profonde, traduzione di Marisa Caramella, Milano: Bompiani, 1989
- Patricia Highsmith, Acque profonde, traduzione di Marisa Caramella, Milano: Bompiani: Corriere della sera, 2012
- Patricia Highsmith, Acque profonde, traduzione di Marisa Caramella, Milano: La nave di Teseo, 2022